# Премия Святого Христофора

Медаль лауреата премии Святого Христофора

Премия Святого Христофора (англ. Christopher Award) — награда, присуждаемая в области литературы, кинематографа и телевидения. Впервые учреждена в 1949 году религиозной организацией иудео-христианской традиции The Christophers и лично её основателем Джеймсом Келлером. Вручается писателям, режиссёрам, продюсерам и работникам СМИ в качестве признания их заслуг «в художественном отражении высот человеческого духа, использовании своего творческого авторитета для положительного влияния на массовую аудиторию».

## История
В 1945 году священник иудео-христианской традиции Джеймс Келлер основал в США религиозную организацию «The Christophers» (~«Последователи Св. Христофора»). Девизом организации (позже и премии) стал свободный перевод китайской пословицы «Лучше зажечь одну свечу, чем проклинать темноту» (англ. It’s better to light one candle than to curse the darkness). В 1949 году, осознавая растущую значимость масс-медиа, Джеймс Келлер учредил Премию Святого Христофора. Она, на взгляд основателя, должна была стать дополнительным стимулирующим фактором для создания высоконравственных художественных произведений, которые в рыночной среде всё чаще становились коммерчески невыгодными. Выдвижение на награду, как декларируется, происходит вне зависимости от религиозных или политических взглядов номинанта и его национальной принадлежности. Церемония вручения премии происходит ежегодно весной в Нью-Йорке.

## Номинации
Премия вручается по следующим номинациям:
- Политик (общественный деятель);
- Телевизионная программа;
- Художественный фильм;
- Литература для детей и юношества;
- Литература для взрослых.

В каждой номинации может быть несколько победителей. При отсутствии достойных (по мнению учредителей) кандидатов, награда в конкретной категории может быть и не присуждена.
Кроме того, ежегодно вручаются специально установленные премии и личные премии основателя Джеймса Келлера.

## Лауреаты премии
С 1949 года по 2010 год лауреатами премии стали 1377 книг, художественных фильмов и телевизионных программ; 3863 авторов этих произведений. Для русскоговорящей аудитории наиболее известными лауреатами Премии Святого Христофора становились в разные годы следующие произведения и их создатели:
- фильм «Непокорённый» и его режиссёр Клинт Иствуд (номинация «Художественное кино», 2010 год);
- полнометражный мультипликационный фильм «Вверх» (номинация «Художественное кино», 2010 год);
- фильм «Тайная жизнь пчёл» (номинация «Художественное кино», 2009 год);
- роман «Брат, я умираю» (англ. Brother, I'm Dying) и его автор Эдвидж Дантика (номинация «Литература для взрослых», 2008 год);
- полнометражный мультипликационный фильм «Рататуй» (номинация «Художественное кино», 2008 год);
- фильм «Башни-близнецы» и его режиссёр Оливер Стоун (номинация «Художественное кино», 2007 год);
- персонально Дейв Брубек (специальная награда, 2006 год);
- фильм «Волшебная страна» (номинация «Художественное кино», 2005 год);
- персонально Мэри Хиггинс Кларк (специальная награда2003 год);
- фильм «Мой мальчик» (номинация «Художественное кино», 2003 год);
- персонально Рудольф Джулиани (награда за общественную деятельность, 2002 год).

## Медаль лауреата премии
Медаль лауреата премии имеет форму круга диаметром 4 дюйма (около 10 сантиметров). На аверсе расположен девиз премии «Лучше зажечь одну свечу, чем проклинать темноту» (англ. It’s better to light one candle than to curse the darkness), на реверсе — профиль Святого Христофора, несущего мальчика Христа.